# RUNX1
Runx1（英：Runt-related transcription factor 1）はRUNX1遺伝子にコードされる転写因子である。ヒトでは21番染色体長腕上にある（21q22.12）。AML1（acute myeloid leukemia 1 protein）、CBFA2（core-binding factor subunit alpha-2）とも呼ばれる。Runx1は、CBFβとヘテロ二量体を形成し、DNAと結合し転写を調節することで、造血系の分化において重要な役割を担っている。

## 機能
Runx1は骨髄系・リンパ系に広く発現し、転写因子としてIL-3、GM-CSF、ミエロペルオキシダーゼ、T細胞受容体、CSF-1Rなどの骨髄球・リンパ球の分化に関わる遺伝子のプロモーターを調節している。

## 構造
Runx1はp53様転写因子（p53-like transcription factors）の1つで、ショウジョウバエで性分化や神経発生に関わっているRuntのホモログであり、DNAに結合する部分はRunt homologyドメイン（RHD）と呼ばれる。ヘテロ二量体を構成するCBFβはDNAに直接作用せず、Runx1と相互作用することで、アロステリックに調節している。RunxのアイソフォームはRunx1のほかにRunx2とRunx3があるが、RHDに関しては90%以上の相同性があり、同じような仕組みでDNAに結合していると考えられている。Runx1が認識するDNA配列は(5') Py-G-Py-G-G-T-Py (3')（Pyにはピリミジン塩基すなわちCまたはTがくる）であるが、X線結晶構造解析により特にその配列の中のG（グアノシン）3つが重要であり、それぞれ3つアルギニン(R)を介してRunx1と相互作用していることがわかっている。

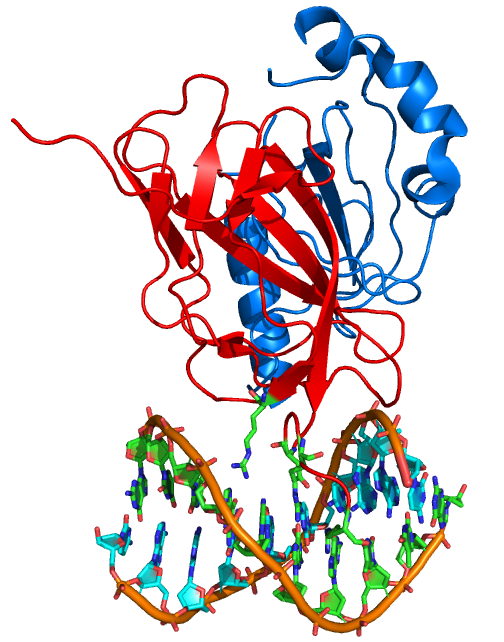
コア結合因子（CBF）とDNAの複合体。赤色がRunx1を示し、青色がCBFβを表している。

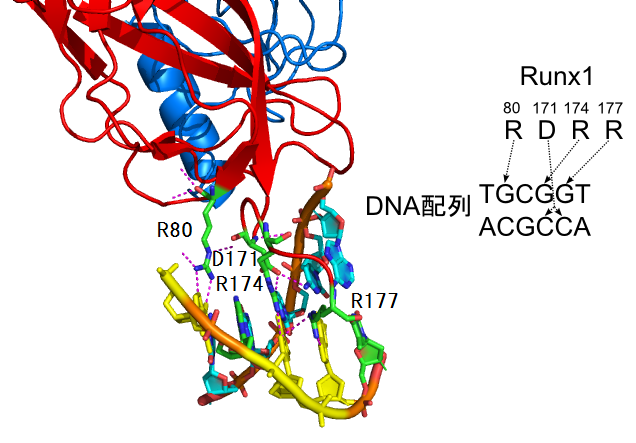
Runx1-CBFβ-DNA複合体の拡大図。DNAのうち黄色で結合に関わるグアノシン（G）を示す。

## 疾患関連

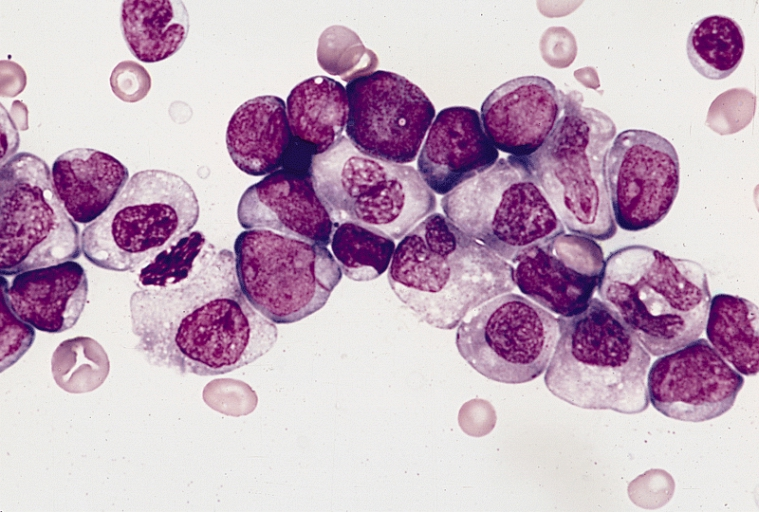
t(8:21)の転座によって生じた急性骨髄性白血病（AML）のM2での骨髄塗沫標本。

Runx1の異常は白血病に関わっており、t(8:21)の転座によって生じるFAB分類でM2の急性骨髄性白血病（AML）は有名である。この転座によって生じるキメラタンパク質AML1-ETO（AML1-MTG8, Runx1-Runx1T1）は、主としてCBFβと非機能性複合体を形成することで、CBFβが枯渇するために正常型のコア結合因子の機能不全を起こし、造血系が分化障害を起こして白血病に至ると考えられている。ただし、AML1-ETOは、通常コア結合因子（CBF）が転写調節に関わらないp21やBCL-2の活性化に関わっており、これらが白血病化に貢献している可能性がある。
Runx1の標的遺伝子にSNPがあることで疾患につながることもある。例えば、リンパ球の自己寛容に関わる遺伝子のPDCD1（programmed cell death 1）の4番目のイントロンにあるRunx結合部位に変異（TGCGGTC→TGCAGTC）があると自己寛容に破綻を生じSLEを起こすことが知られている。